# French Kiss
French Kiss är en amerikansk-brittisk film från 1995 i regi av Lawrence Kasdan.

## Handling
En kvinna flyger till Frankrike för att konfrontera sin fästman, men får problem när charmören bredvid henne på planet utnyttjar henne för smuggling.

## Om filmen
Filmen är inspelad i Cannes, Paris och Valbonne och hade premiär i USA den 5 maj 1995. Den svenska premiären ägde rum den 28 juli samma år och filmen är tillåten från 7 år.

## Rollista (i urval)
- Meg Ryan - Kate
- Kevin Kline - Luc Teyssier
- Jean Reno - Jean-Paul Cardon
- Timothy Hutton - Charlie

## Musik i filmen
- Les Yeux De Ton Pere, skriven av Mathieu Crespin, Jean-Marie Paulus, Noel Rota, Stephane Mellino och Matthieu Paulus, framförd av Les Négresses Vertes
- Via Con Me, skriven och framförd av Paolo Conte
- I Love Paris, skriven av Cole Porter, framförd av Toots Thielemans
- Flambee Montalbanaise, skriven av Gus Viseur, framförd av Gus Viseur et son orchestre
- C'est Trop Beau, skriven av Raymond Vincy och Francis López, framförd av Tino Rossi
- Assedic, skriven av Eric Loutis dit Toulis, framförd av Les Escrocs
- Verlaine, text Paul Verlaine, musik och framförande Charles Trenet
- Les Yeux Ouverts, skriven av Brice Homs och Korin Ternovtzeff, framförd av Beautiful South
- La Vie En Rose, skriven av Édith Piaf, Louiguy och Mack David, framförd av Louis Armstrong
- La Mer, skriven av Charles Trenet, framförd av Kevin Kline
- Someone Like You, skriven och framförd av Van Morrison
- Feels Like a Woman, skriven av Zucchero och Tena Clark, framförd av Zucchero
- I Love Paris, skriven av Cole Porter, framförd av Ella Fitzgerald
- I Want You, skriven av James Newton Howard